# 先驱者金星计划

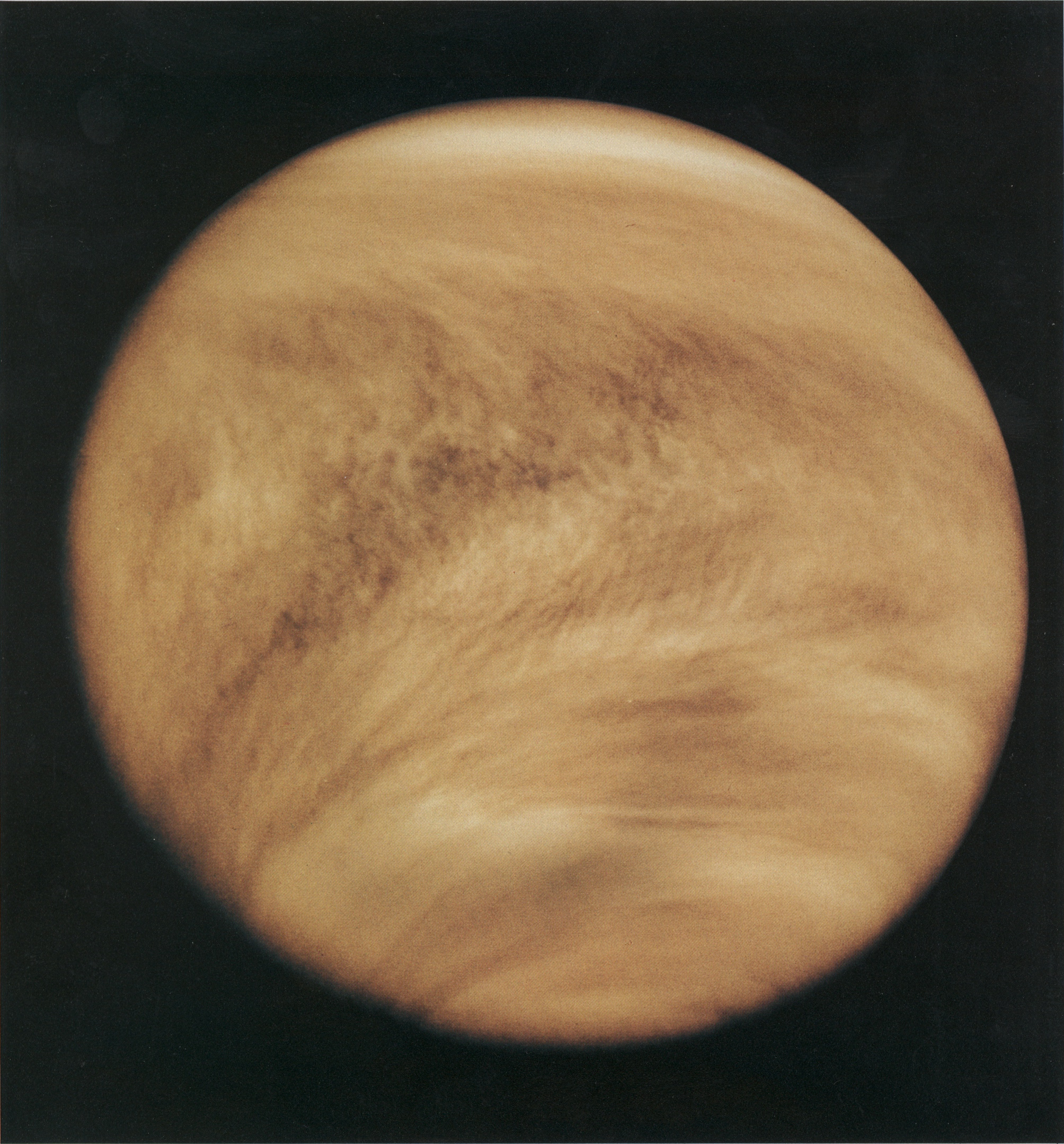
1979年，由先驱者金星轨道器紫外观测揭示的金星大气层云层结构。

先驱者金星计划(Pioneer Venus project) 是先锋计划的一部分，由两艘于1978年发射到金星的航天器组成，即先驱者金星轨道器和先驱者金星联合探测器。该项目由美国国家航空航天局阿姆斯研究中心负责管理。
先驱者金星轨道飞行器于1978年12月4日进入环金星轨道并进行观测，以确定金星大气层和金星表面的特征。直到1992年10月，它一直都在传回数据。
1978年12月9日，先驱者金星联合探测器在金星大气层中部署了四台小型探测器，所有四台探测器在降落到地面过程中都一直在传输数据。其中一台探测器在着陆后幸存下来，并在地表持续传输了一个多小时的数据。
 

## 概述
先驱者号任务由分别发射的两部分组成：一艘轨道飞行器和一艘联合探测器。 
 

### 轨道飞行器
该轨道飞行器于1978年5月20日由擎天神-半人马运载火箭升空，轨道飞行器的质量 517（1,140磅）。1978年12月4日，先驱者号金星轨道飞行器进入绕金星的椭圆轨道，它携带有17项探测设备(总质量为45 千克)：
- 测量云层垂直分布的云光偏振仪；
- 用于确定地形和表面特征的表面雷达制图器 ；
- 测量金星大气红外辐射的红外辐射计 ；
- 测量紫外光輻射和散射的空气辉光紫外光谱仪；
- 测定高层大气成分的中性质量分光计 ；
- 测量太阳风特性的太阳风等离子体分析仪；
- 描述金星磁场的磁强计 ；
- 研究太阳风及其相互作用的电场探测器 ；
- 研究电离层热性质的电子温度探测器 ；
- 离子质谱仪用以描述电离层离子数 ；
- 研究电离层粒子的带电粒子延迟电位分析仪；
- 两台确定金星重力场的射电科学实验设备 ；
- 描述大气特征的无线电掩星实验；
- 研究高层大气的大气阻力试验；
- 射电科学大气和太阳风湍流实验 ；
- 记录伽马射线暴事件的伽马射线暴探测器。

1992年5月，轨道飞行器启动了最后阶段任务，在这一阶段中，保持在近拱点150到250公里之间，直止燃料耗尽，然后在1992年8月进入大气航天器烧毁。
 

### 联合探测器
先驱者金星联合探测器于1978年8月8日由擎天神-半人马运载火箭发射升空，它由一艘重290公斤，携带了一大(315公斤)三小四台大气探测器的卫星平台构成。大探测器于1978年11月16日从平台发射分离，三颗小探测器则于11月20日发射。12月9日，四台探测器全部进入金星大气层。
先驱者金星大探测器直径约1.5米，配备了7项科学探测设备。它以大约11.5公里/秒的初速进入大气层后减速，降落伞在47公里的高空展开。安装的主要仪器有：
- 测量大气成分的中性质谱仪 ；
- 测量大气成分的气相色谱仪；
- 用来测量太阳在大气中穿透能量的太阳通量辐射计；
- 测量红外辐射分布的红外辐射计；
- 测量颗粒大小和形状的云粒径分光计；
- 用于搜索云粒子的浊度计；
- 温度、压力和加速度传感器。

三台小探测器彼此相同，直径为0.8米，每台重90公斤这些小型探测器分别针对金星的不同地区;，它们没有降落伞，护罩也没与探测器分离。
先驱者金星载台也进行了两项实验，使用一台中性质谱仪和一台离子质谱仪研究大气层的成分。在没有隔热罩或降落伞的情况下，该载台在被烧毁前仅在110公里高空进行了测量。
 

## 另请参阅
- 1978年发射的航天器
- 维加计划
- 金星计划